# Dovre Group
Dovre Oyj est une société de conseil en gestion de grands projets dont le siège est à Espoo en Finlande.

## Présentation
Le groupe Dovre fournit des services de conseil, des solutions de gestion de projet et des experts en gestion de grands projet. 
Ses clients sont des acteurs des secteurs de l'énergie, des mines, de la pâte à papier et de la construction d'infrastructures.

## Organisation
Le groupe Dovre a des bureaux au Canada, en Finlande, en Norvège, à Singapour et aux États-Unis et il réalise des missions dans plus de 20 pays.
En fin 2019, les filiales (à 100%) du groupe Dovre sont: 
- Dovre Asia Pte Ltd., Singapour
- Dovre Australia Pty Ltd., Sydney, Australie
- Dovre Canada Ltd., Saint-Jean, Canada
- Dovre Club Oy, Helsinki, Finlande
- Dovre Group Consulting AS, Stavanger, Norvège
- Dovre Group Inc., Houston, États-Unis
- Dovre OOO, Saint-Pétersbourg, Russie
- Dovre Group Projects AS, Stavanger, Norvège
- Dovre Group (Singapore) Pte Ltd., Singapour
- Proha Oy, Espoo,  Finlande
- Tech4Hire AS, Oslo, Norvège

## Actionnaires
Au 28 février 2020, le plus importants actionnaires de Dovre sont:
| #  | Actionnaire                 | Actions    | %       |
| -- | --------------------------- | ---------- | ------- |
| 1  | Etra Capital Oy             | 20 000 000 | 19.42 % |
| 2  | Joensuun Kauppa ja Kone Oy  | 9 766 777  | 9.48 %  |
| 3  | Ilari Koskelo               | 5 829,653  | 5.66 %  |
| 4  | OP-SUOMI Microyhtiöt        | 3 400 000  | 3.30 %  |
| 5  | SEB                         | 2 248 797  | 2.18 %  |
| 6  | K22 Finance Oy              | 2 000 000  | 1.94 %  |
| 7  | Seppo Sakari Siik           | 2 000 000  | 1.94 %  |
| 8  | Pekka Mikael Mäkelä         | 1 775 713  | 1.72 %  |
| 9  | Rauni Marjut Siik           | 1 501 583  | 1.45 %  |
| 10 | Kari Heikki Ilmari Kakkonen | 1 500 000  | 1.45 %  |
|    | total 1-100                 | 79 113 578 | 76.84 % |